# George Halas
George Stanley Halas (ur. 2 lutego 1895 w Chicago, Illinois, zm. 31 października 1983) – zawodnik, trener, właściciel, manager i promotor futbolu amerykańskiego związany z drużyną Chicago Bears.
Był założycielem drużyny futbolu amerykańskiego Decatur Staleys i w 1920 roku uczestniczył w spotkaniu organizatorskim pierwszej zawodowej ligi futbolu amerykańskiego, jakie miało miejsce w Canton w stanie Ohio. Z ligą NFL związany był aż do śmierci w 1983 roku.
Najbardziej znany jako główny trener zespołu Chicago Bears, który prowadził przez 40 sezonów i z którym zdobył 6 tytułów mistrzowskich. Jako trener w swojej karierze odniósł 324 zwycięstwa, w tym 318 w sezonie zasadniczym, co przez wiele lat było rekordem.
Za swoje osiągnięcia w 1963 roku został wybrany do Pro Football Hall of Fame. Od jego nazwiska pochodzi nazwa trofeum dla najlepszej drużyny Konferencji NFC, George S. Halas Trophy.